# Saison 12 de Clem
Chronologie
Saison 11 Saison 13
Cet article présente le guide des épisodes de la douzième saison de la série télévisée française Clem.

## Synopsis
Clem et Matthieu décident d'emménager sous le même toit avec leurs enfants respectifs. Chacun peine à prendre ses marques, surtout Emma, la fille de Clem. Elle va se rapprocher de son père Jérôme, rentré après dix années passées en Afrique du Sud et bien décidé à reprendre sa place. Valentin, lui, intègre son école une école de design après son bac et doit essayer de concilier son rôle de père avec ses études. Sa nouvelle professeur, Iris Khan, va rapidement s'imposer comme son mentor. Quant à Marie-France, une nouvelle carrière de mannequin s'offre à elle.

## Distribution

### Acteurs principaux
- Lucie Lucas : Clémentine Boissier, dite Clem
- Joséphine Berry : Salomé Boissier
- Jean Dell : Michel Brimont
- Carole Richert : Marie-France Brimont
- Thomas Chomel : Valentin Brimont
- Loup-Denis Elion : Matthieu Colina, avocat et père d'Izia Gacem
- Agustín Galiana : Adrian Moron
- François-David Cardonnel : Jérôme Thévenet
- Élina Solomon : Emma Thévenet
- Elsa Houben : Victoire Brimont
- Héléna Noguerra : Iris Kahn
- Lily Nambininsoa : Izia Gacem, ex-petite amie de Valentin
- Rémi Pedevilla : Achille Saadi
- Cristiana Réali : Nathalie, avocate

### Acteurs récurrents et invités
- Ambre Quinchon : Shana
- Keanu Peyran : Pablo Moron, le fils d'Adrian et Alyzée
- Karina Testa : Amélie, surveillante du lycée et petite-amie d'Adrian
- Aïssa Benchelef : Mehdi Balestrini
- Liv Toullec-Hurtaud : Keyline
- Alice Varela : Roxane Kircher
- Elios Lévy : Alex Tarnau
- Néïssa Karmaoui : Lucie

## Épisodes

### Épisode 1: Un toit pour 6
- France : 28 mars 2022 sur TF1
- Belgique : 17 mars 2022 sur la Une
- Suisse : 26 mars 2022 sur RTS Un

- France :  2.69 millions de téléspectateurs (12,6 % de parts de marché)[1]

### Épisode 2: L'invité surprise
- France : 28 mars 2022 sur TF1
- Belgique : 17 mars 2022 sur la Une
- Suisse : 26 mars 2022 sur RTS Un

- France :  2.69 millions de téléspectateurs (12,6 % de parts de marché)[1]

### Épisode 3: À la guerre
- France : 4 avril 2022 sur TF1
- Belgique : 24 mars 2022 sur la Une
- Suisse : 2 avril 2022 sur RTS Un

- France :  2,40 millions de téléspectateurs (12,7 % de parts de marché)[2]

### Épisode 4: Sur le fil
- France : 4 avril 2022 sur TF1
- Belgique : 24 mars 2022 sur la Une
- Suisse : 2 avril 2022 sur RTS Un

- France :  2,40 millions de téléspectateurs (12,7 % de parts de marché)[2]

### Épisode 5: Aimer c'est choisir
- France : 11 avril 2022 sur TF1
- Belgique : 31 mars 2022 sur la Une
- Suisse : 9 avril 2022 sur RTS Un

- France :  2.69 millions de téléspectateurs (12,6 % de parts de marché)[2]

### Épisode 6: Faire famille
- France : 11 avril 2022 sur TF1
- Belgique : 31 mars 2022 sur la Une
- Suisse : 9 avril 2022 sur RTS Un

- France :  2.69 millions de téléspectateurs (12,6 % de parts de marché)[2]

## Production
Le 12 mai 2021, après des audiences satisfaisantes de la saison 11 de Clem, TF1 confirme que la saison 12 de la série verra bien le jour en 2022. Les premiers épisodes sont sortis en France le 28 mars 2022. Toutefois, devant des audiences jugées décevantes, TF1 envisage de ne pas renouveler la série pour une saison 13.